# پاملا گیدلی
پاملا گیدلی (انگلیسی: Pamela Gidley؛ زادهٔ ۱۱ ژوئن ۱۹۶۵ زاده - درگذشته ۱۶ آوریل ۲۰۱۸) هنرپیشه و مانکن اهل ایالات متحده آمریکا بود.

## گزیدهٔ آثار

### سینما
- سرعت زمینی (۲۰۰۲)
- لوستر (۲۰۰۲)
- خون‌آشام کوچک (۲۰۰۰)
- گیلاس ۲۰۰۰ (۲۰۰۰)
- مافیا! (۱۹۹۸)
- ببوس و بگو (۱۹۹۶)
- سقوط آزاد (۱۹۹۴)
- اس.اف.دبلیو (۱۹۹۳)
- توئین پیکس: با من بر آتش برو (۱۹۹۲)
- بزرگراه به جهنم (۱۹۹۲)

### تلویزیون
- سی‌اس‌آی (۲۰۰۲–۲۰۰۰)

### فیلم مستند
- Scratch the Surface (۱۹۹۷)
- Moving Through Time: Fire Walk with Me Memories (فیلم کوتاه ۲۰۱۴)